# Андерс Цорн
А́ндерс Цорн (Anders Zorn, повне ім'я — Anders Leonard Zorn; *18 лютого 1860, Мура, л. Даларна, Швеція — †22 серпня 1920, там же) — шведський живописець-реаліст, графік і скульптор.

## Біографія

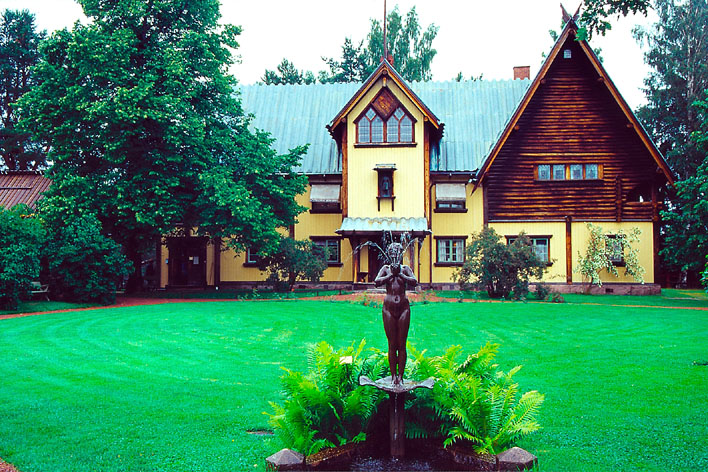
Будинок у Мурі, в якому жив (зараз музей) А. Цорн

Андерс Леонард Цорн народився у 18 лютого 1860 року у містечку Мура лену Даларна (Швеція).
У 1875-77 роках Андрес Цорн навчався у Художньо-промисловій школі, у 1877-91 роках — Академії мистецтв у Стокгольмі.
Митець жив і працював у багатьох країнах світу — Франції, Англії, США, Північній Африці.
У 1897 році Андерс Цорн перебував у Російській імперії, зокрема, Петербурзі, де написав портрет відомого російського підприємця і мецената С. Мамонтова.
А. Цорн помер у рідній Мурі 22 серпня 1920 року.

## Творчість і картини

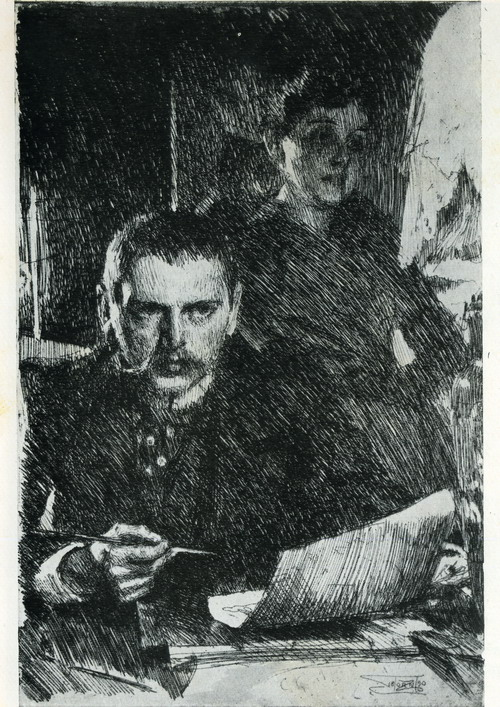
Андерс Цорн. «Автопортрет з дружиною», офорт.

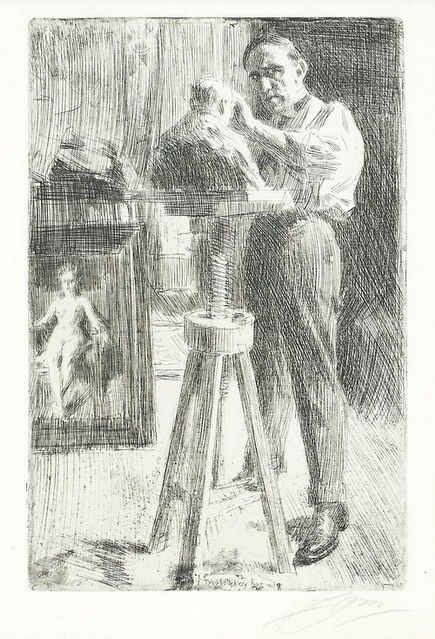
Андерс Цорн. «Портрет скульптора Паоло Трубецького», 1908 р.,офорт.

Андерс Цорн писав жанрові сцени з селянського життя, зазнавши відчутного впливу імпресіонізму, працював у вільній та віртуозній, майже ескізній манері, соковито і сміливо ліплячи форми широким мазком («Танець в Іванову ніч», 1897, «Тост», 1897, «Дівчата в лазні», 1906). Індивідуальність моделі, особливості міміки, жестів, мимовільного виразу обличчя гостро підмічені митцем у написаних портретах (актора Коклена, 1889, автопортрет з моделлю, 1897), багатою грою світла і тіні вирізняються його численні офорти («Омнібус», 1891, «Мадонна», 1900) і пейзажі. М'яка узагальненість пластичної форми властива створеним Цорном бронзовим статуеткам.
Картини Андерса Цорна зберігаються в Національному музеї Швеції, інших музеях світу, в тому числі і в Музеї мистецтв імені Богдана та Варвари Ханенків (кол. Державний музей західного і східного мистецтв) в Києві (картина «Голова хлопчика»).
Картина Андерса Цорна «Літні задоволення» (швед. Sommarnöje) — акварель 1886 року, яка зображає Емму Цорн (дружину художника) і Карла Густава Дальстрьома біля міста Даларьо, була продана за 26 млн. шведських крон 3 червня 2010 року, ставши таким чином найдорожчою картиною в історії шведського живопису.

## Обрана галерея творів

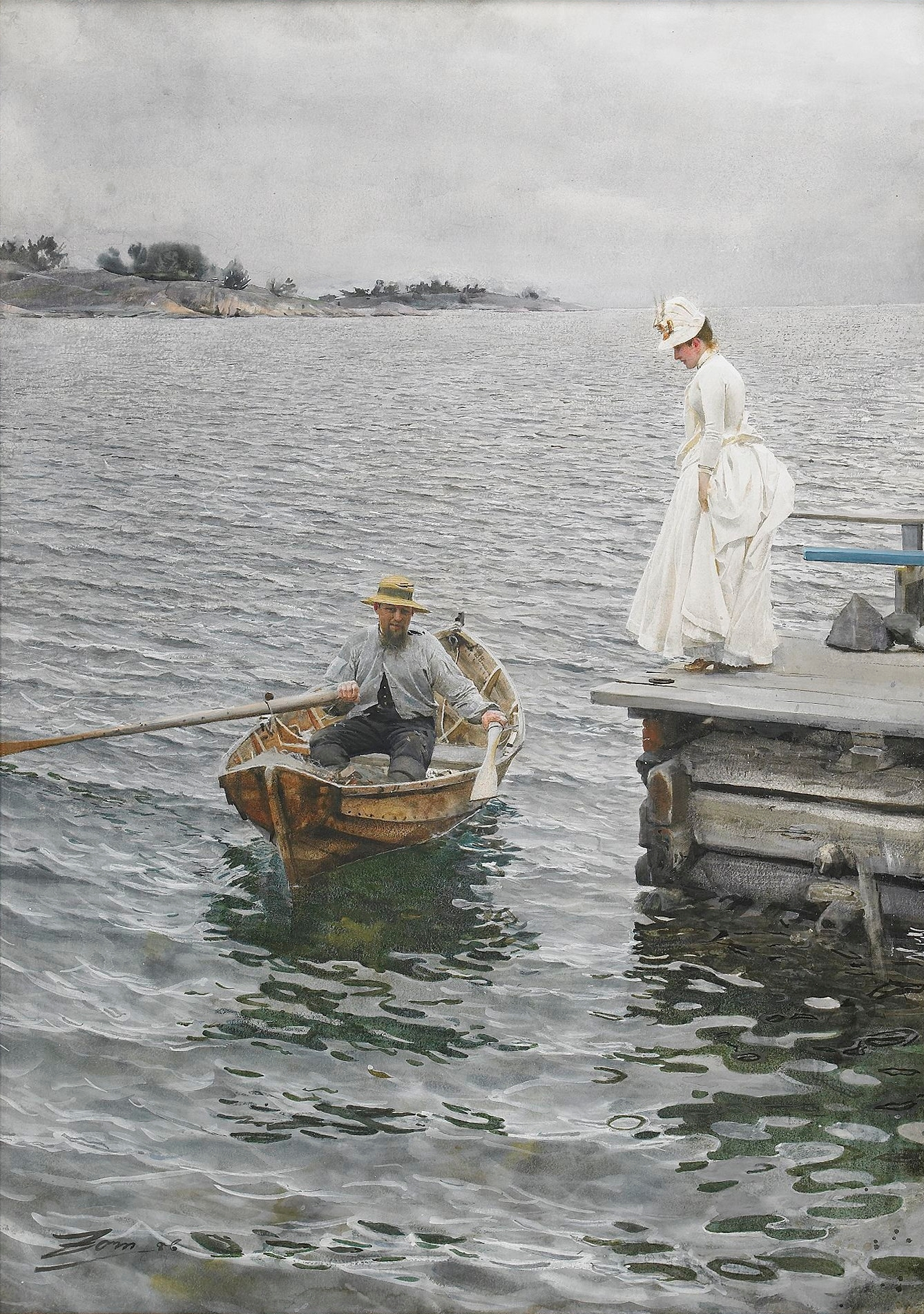
«Літні втіхи» (Sommarnöje), 1886
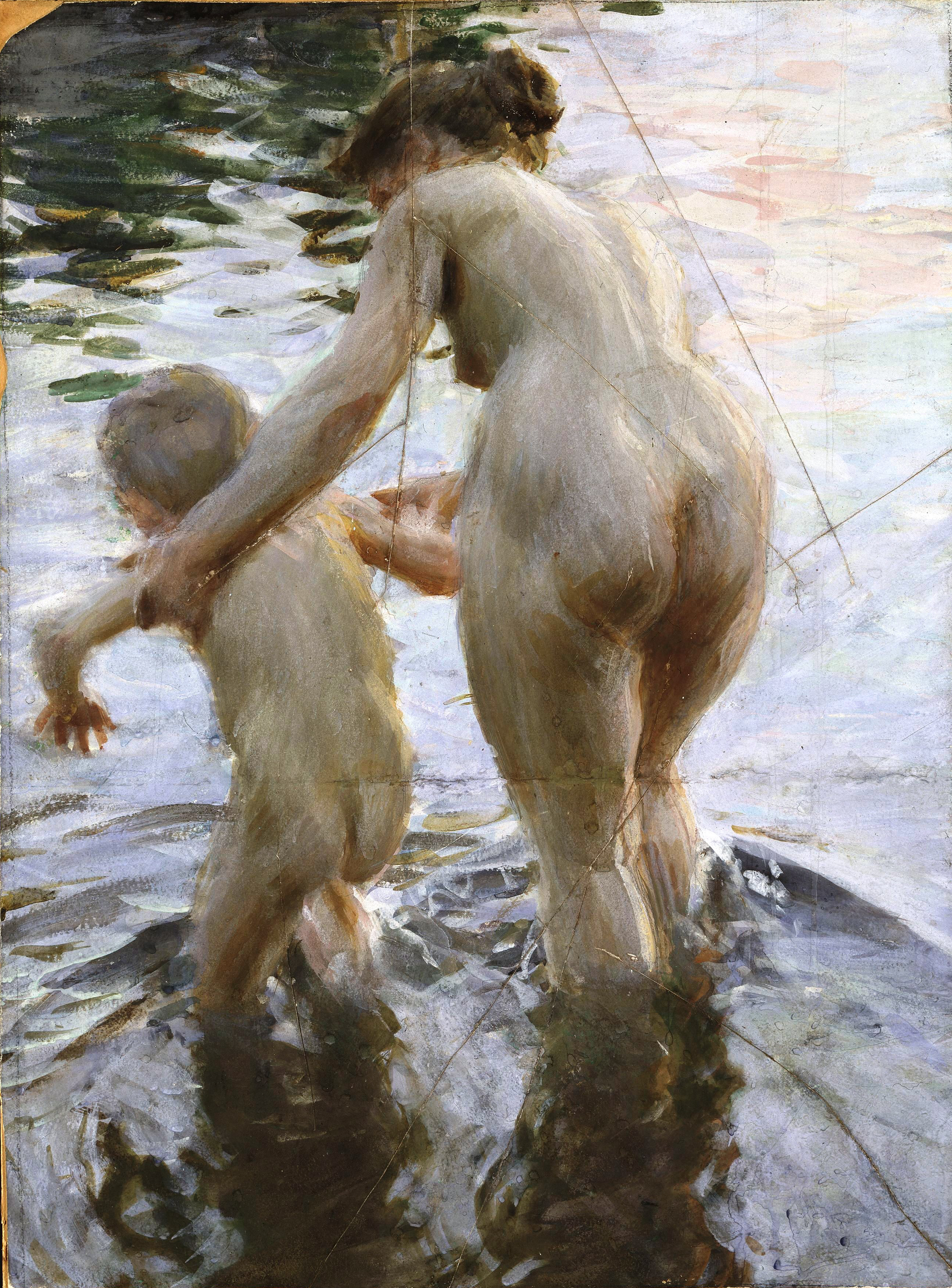
«Першого разу» (En premiär), 1888
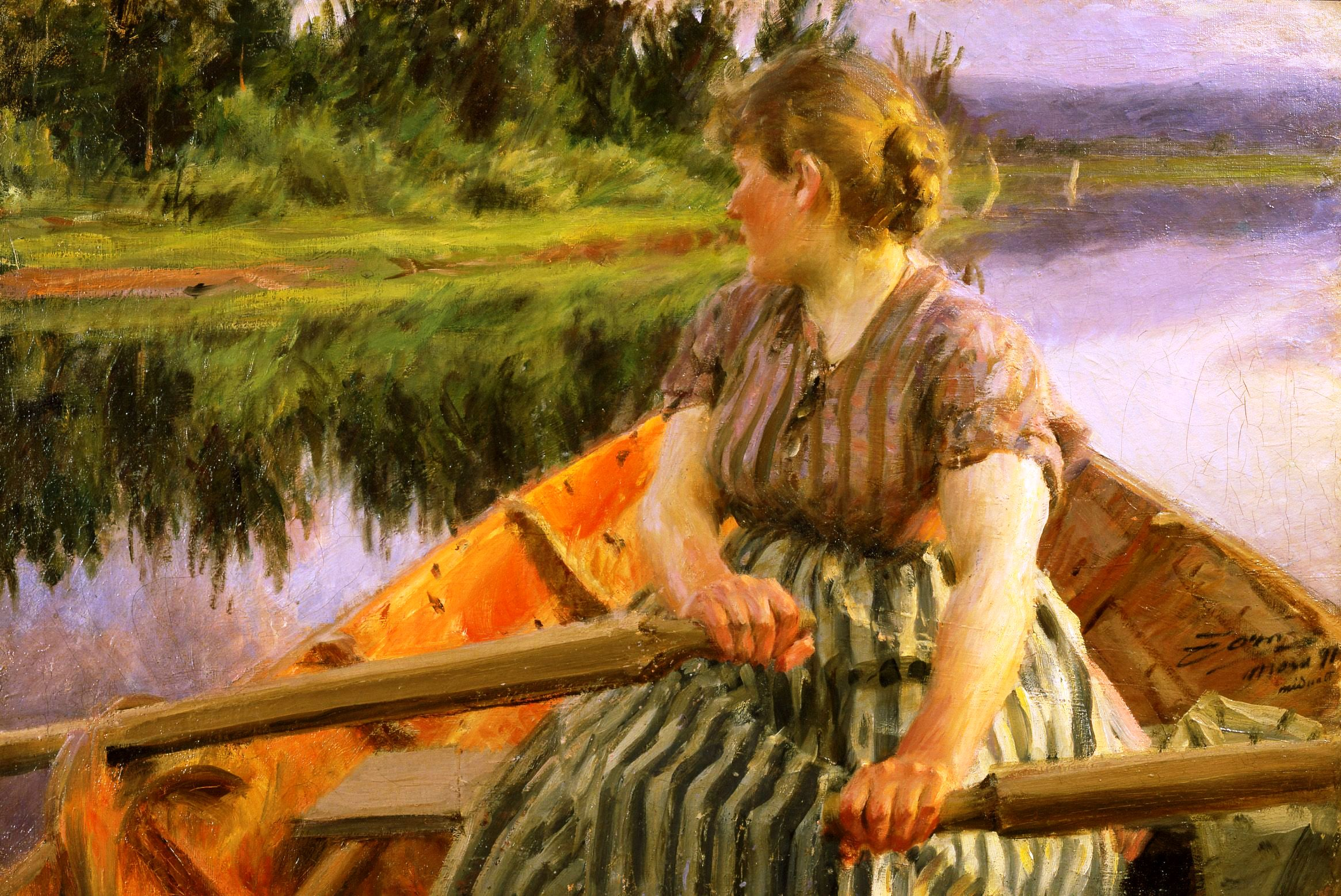
«Північ» (Midnatt), 1891
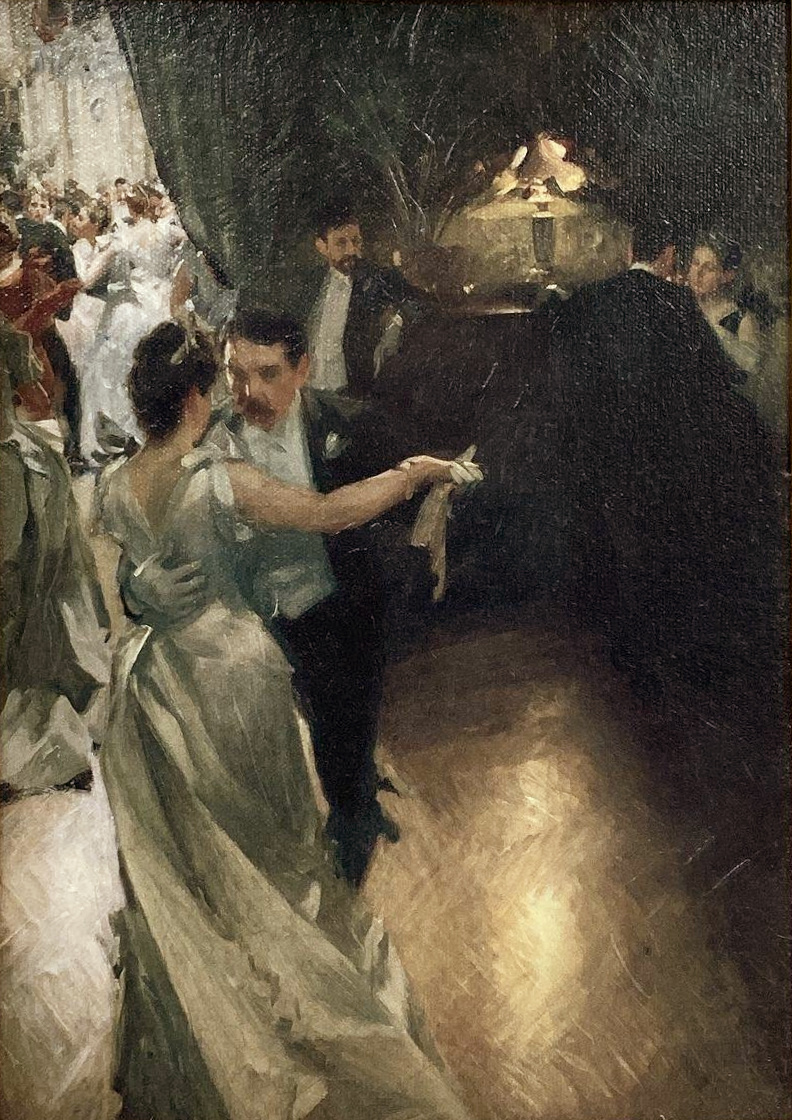
«Вальс» (Valsen), 1891
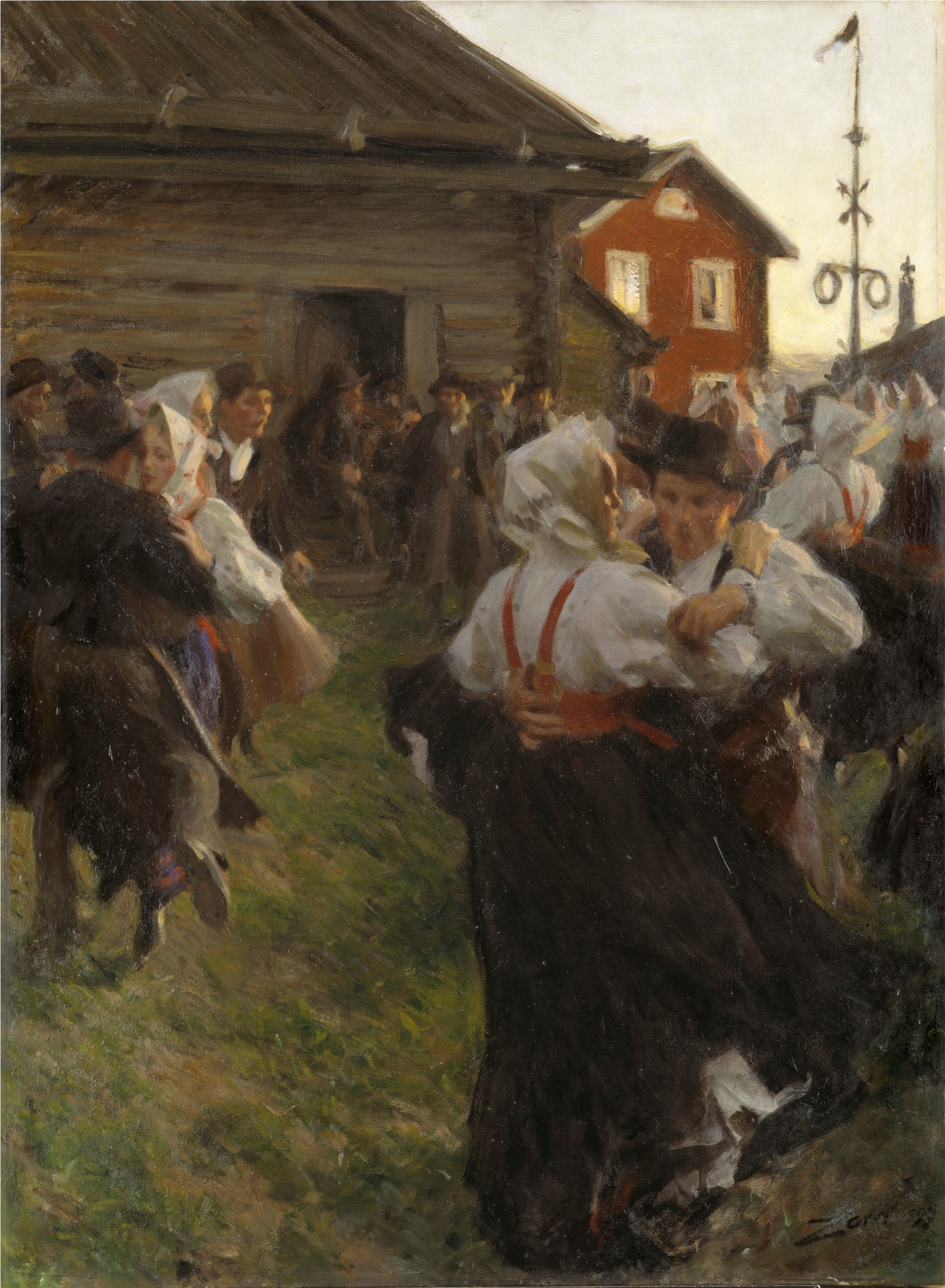
«Танці посеред літа» (Midsommardans), 1897
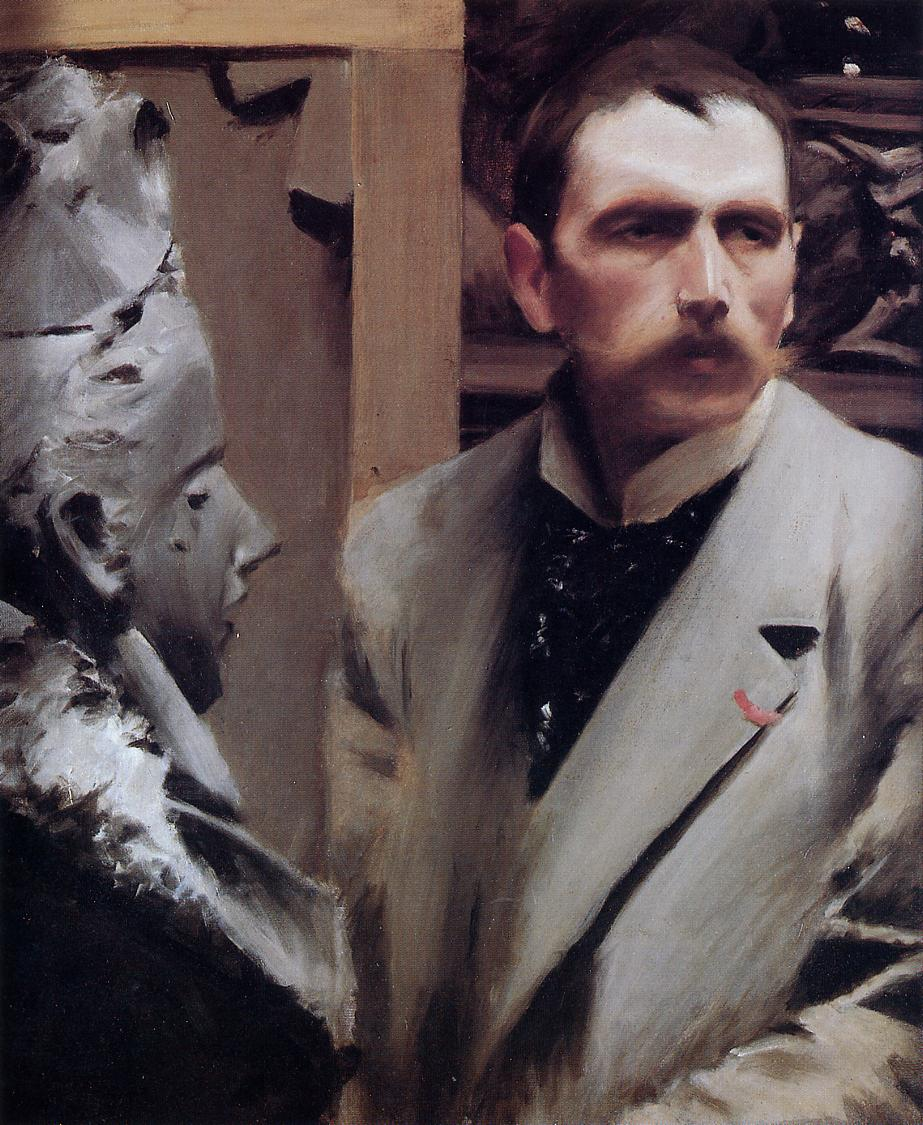
«Автопортрет», 1889 р., Галерея Уффіці, Коридор Вазарі.
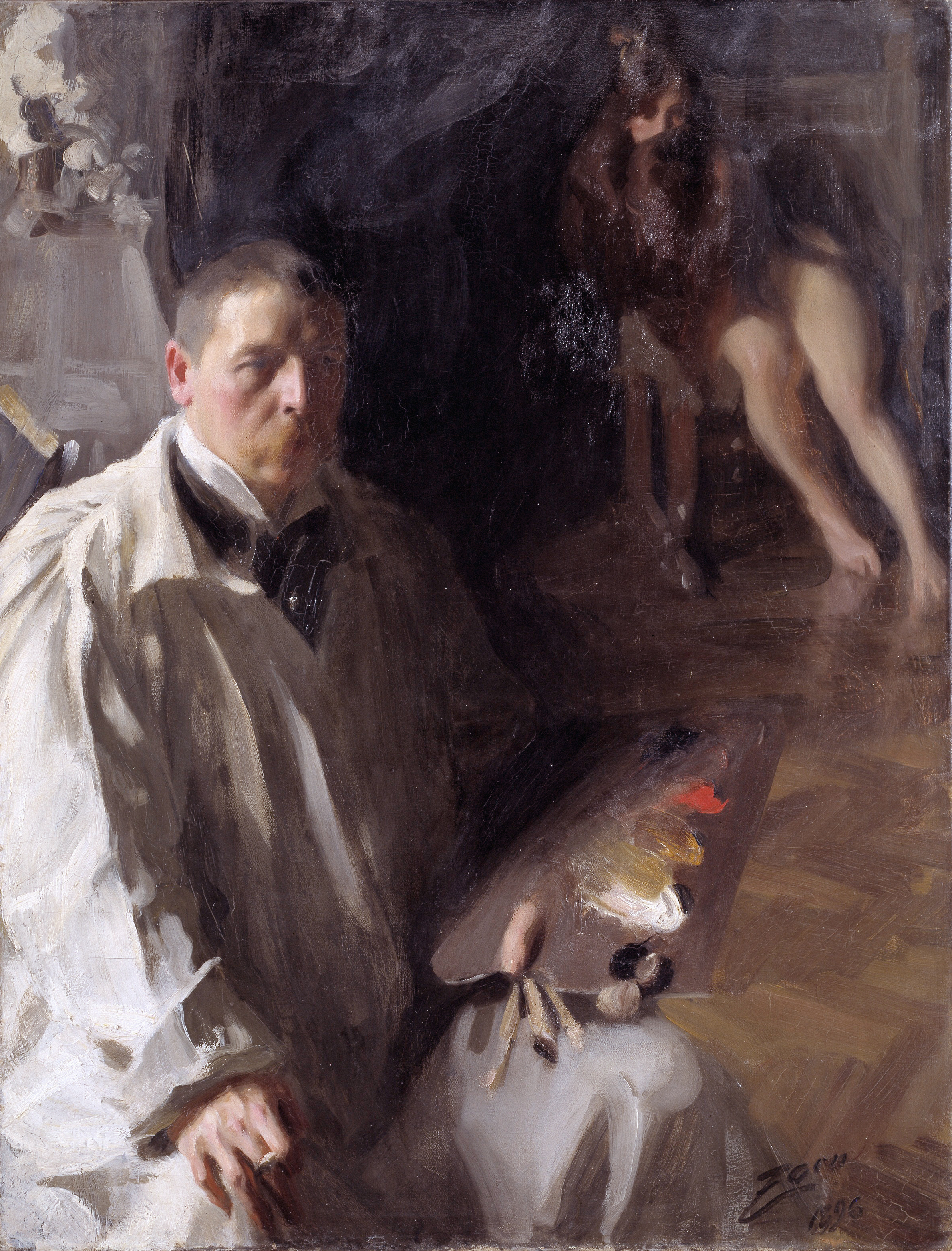
Автопортрет з моделлю, 1897
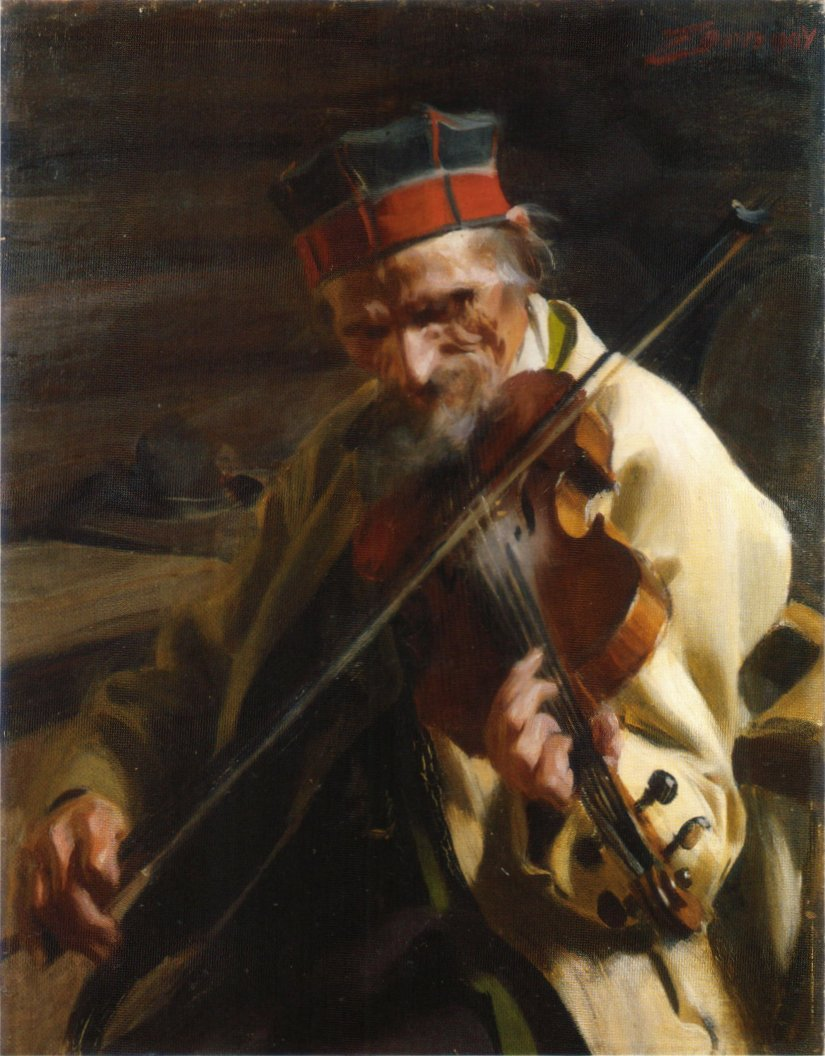
«Портрет Хінса Андерса» (Hins Anders), 1904
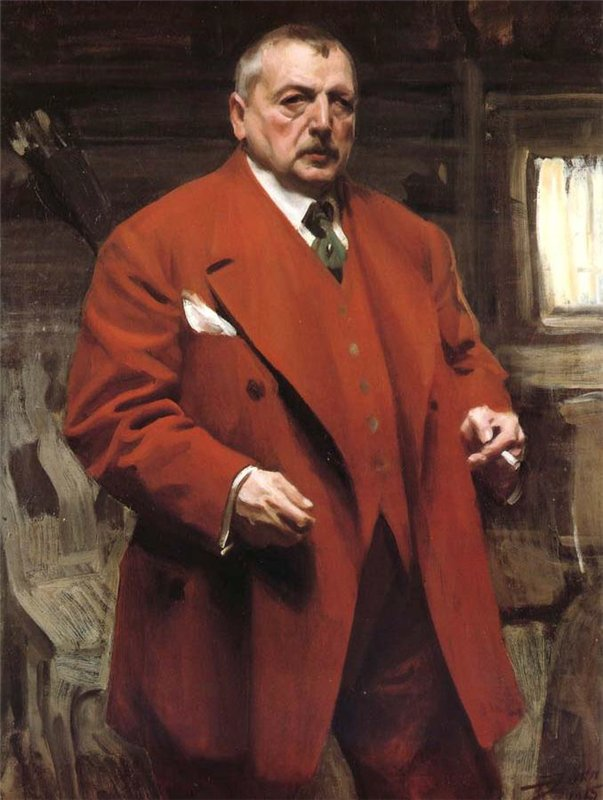
«Автопртрет у червоному» (Självporträtt i rött), 1915
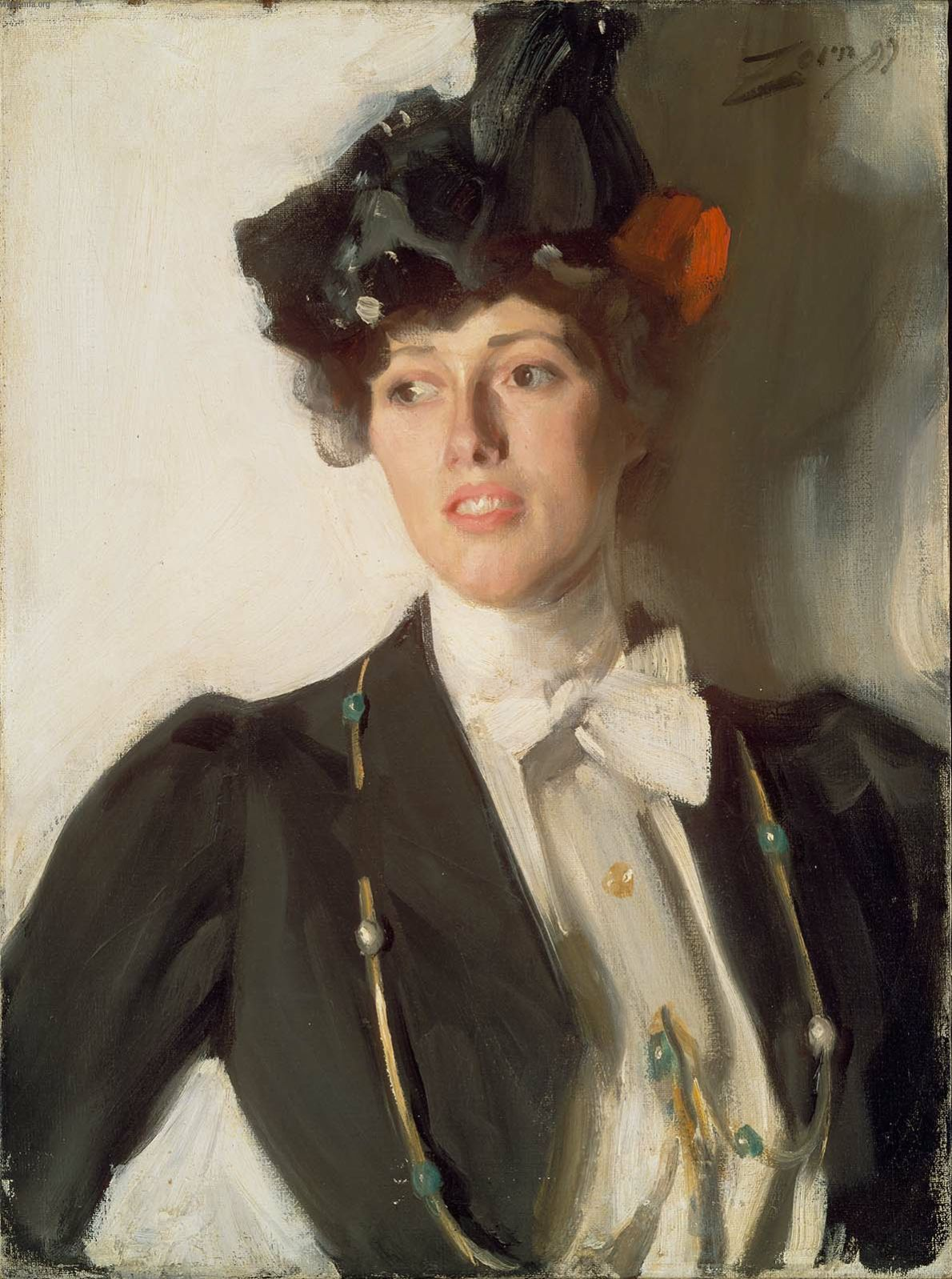
«Марта Дана», до 1920 року, Бостонський музей образотворчих мистецтв.